# Сардуй, Северо
Северо Сардуй (исп. Severo Felipe Sarduy Aguilar, 25 февраля 1937, Камагуэй, Куба — 8 июня 1993, Париж) — кубинский писатель и художник с африканскими и китайскими корнями.

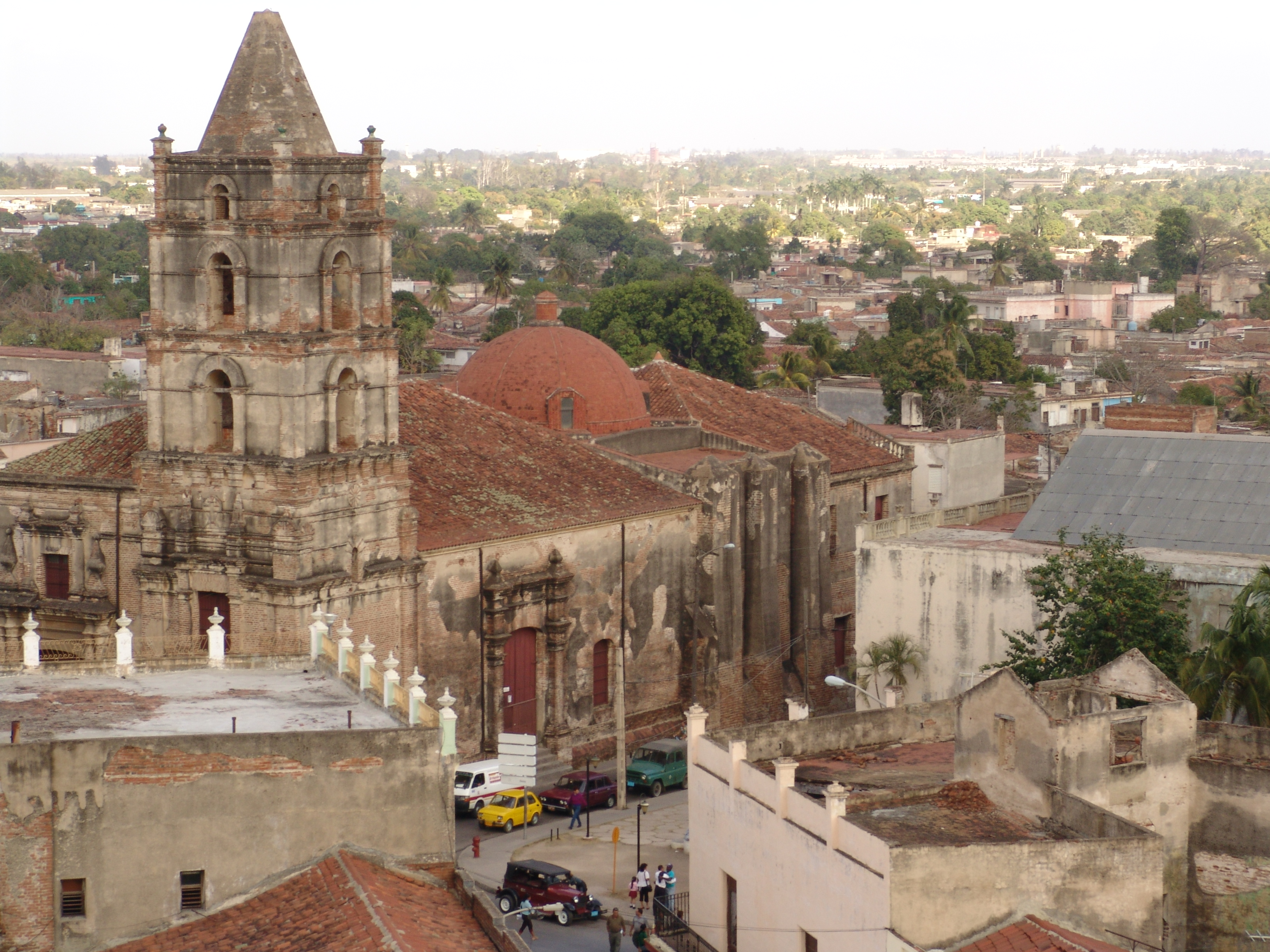
Камагуэй, собор Божьей Матери Соледад

## Биография
Родился в семье железнодорожника. В 1955 году семья переехала в Гавану, и Северо поступил на медицинский факультет столичного университета. После победы Фиделя Кастро и его сподвижников сотрудничал в газете «Революция» и литературном приложении к ней «Революция по понедельникам». В 1959 году получил стипендию для поездки в Европу, путешествовал по Испании, Франции, Италии, Нидерландам, Турции, ФРГ, Швеции, Дании, Великобритании. В 1960 году познакомился с Роланом Бартом, в 1961 году приступил к работе в международной редакции Французского радио, которой занимался всю жизнь, принят литературным консультантом во влиятельное парижское издательство «Сёй». Близок к французским структуралистам, журналу Филиппа Соллерса «Тель Кель» и писавшему туда философу Франсуа Валю, ставшему его партнёром. С 1964 года начал заниматься живописью. В 1968 году получил французское гражданство. В 1990 году был принят на работу в крупнейшее издательство «Галлимар», тогда же у него обнаружен СПИД. В 1990 году состоялась первая персональная выставка живописи Северо Сардуя в галерее Лины Давидо́в, в 1993-м, там же — вторая. Ряд текстов написан им по-французски. Переводил на испанский стихи Марины Цветаевой.

## Творчество
Испытал влияние французского «нового романа», структуралистских теорий «смерти автора» (Р. Барт). Однако и помимо этого весь его жизненный опыт этнического, культурного, сексуального маргинала делал для него несбыточным любое однозначное «я»; не случайно его герои, одержимые жаждой вернуться в детство, постоянно и безнадёжно меняют имена, привязанности, место жительства, внешность, одежду, пол. Этот экзистенциальный мотив, сближающий Сардуя с Мануэлем Пуигом, затрагивает и стилистику сардуевской прозы, в которой невозможна твёрдая норма «правильного» письма и которая постоянно колеблется между стёртыми клише и броскостью китча (критики сопоставляют в этом плане романы Сардуя с фильмами Педро Альмодовара). Произведения переведены на английский, французский, немецкий, итальянский, португальский, польский, шведский, японский и другие языки.

## Произведения
- Gestos/ Телодвижения (1963, роман).
- De donde son los cantantes/ Откуда эти певцы (1967, роман, давший, среди прочих, начало мировому «буму» латиноамериканской прозы).
- Escrito sobre un cuerpo/ Писано на теле (1969, эссе о кубинских авторах и других писателях Латинской Америки).
- La playa/ Взморье (1971, радиопьеса).
- La caída/ Падение (1971, радиопьеса).
- Flamenco/ Фламенко (1971, стихи).
- Cobra/ Кобра (1972, роман, пародия на почвенническую кубинскую прозу, книга переведена на французский Филиппом Соллерсом, премия «Медичи»).
- Barroco/ Барокко (1974, эссе).
- Big Bang/ Большой взрыв (1974, стихи).
- Maitreya/ Майтрейя (1978, роман).
- Para la voz/ Для голоса (1978, сборник пьес).
- La Doublure/ Удвоение (1981, эссе, на французском языке)
- La Simulacion/ Симуляция (1982, эссе).
- Colibrí/ Колибри (1984, роман).
- El Cristo de la rue Jacob/ Христос с улицы Жакоб (1987, эссе).
- Cocuyo/ Светлячок (1990, роман).
- Pájaros de la playa/ Птицы на взморье (1993, роман, не завершен, опубликован посмертно).
- Epitafios/ Эпитафии (1994, стихи, посмертно)

## Сводные издания
- Cartas. Madrid: Editorial Verbum, 1996 (письма).
- Obra completa. V.1-2/ Gustavo Guerrero, François Wahl, coordinadores. Madrid: Galaxia Gutenberg, Círculo de Lectores; Nanterre: ALLCA XX, Université de Paris X, 1999
- Severo Sarduy en Cuba (1953—1961)/ Ciro Romero, ed. Santiago de Cuba: Editorial Oriente, 2007 (сочинения «кубинского» периода)
- Cartas a mi hermana en La Habana: correspondencia de Severo Sarduy/ Mercedes Sarduy, ed. Coral Gables: Severo Sarduy Cultural Foundation, 2013 (письма сестре)

## Публикации на русском языке
- Распыление// Ex Libris НГ. 1998. N 22 (43), 11 июня. С.11 [о Хосе Лесама Лиме]

## О писателе
- Aguilar Mora J. Severo Sarduy. Madrid: Editorial Fundamentos, 1976.
- Severo Sarduy/ Rios J., ed. Madrid: Editorial Fundamentos, 1976.
- Méndez-Rodenas A. Severo Sarduy: el neobarroco de la transgresion". México:Universidad Nacional Autónoma,1983
- Sanchez-Boudy J. La tematica narrativa de Severo Sarduy. Miami: Ediciones Universal, 1985.
- Gonzalez Echevarria R. La ruta de Severo Sarduy. Hanover: Ediciones del Norte, 1987.
- Guerrero G. La estrategia neobarroca, estudio sobre el resurgimiento de la poetica barroca en la obra narrativa de Severo Sarduy. Barcelona: Edicions del Mall, 1987.
- Perez R. Severo Sarduy and the Religion of the Text. Lanham: University Press of America, 1988.
- Kushigian J.A. Orientalism in the Hispanic Literary Tradition, in Dialogue with Borges, Paz, and Sarduy. Albuquerque: University of New Mexico Press, 1991.
- Rivero Potter A. Autor/lector: Huidobro, Borges, Fuentes y Sarduy. Detroit: Wayne State University Press, 1991.
- Macé M.-A. Severo Sarduy. Paris: L’Harmattan, 1992.
- Cabanillas F. Escrito sobre Severo: una relectura de Sarduy. Miami: Ediciones Universal, 1995.
- Goytizolo J. El bosque de las letras. Madrid: Santillana, 1995.
- Varderi A. Severo Sarduy y Pedro Almodovar: Del barroco al kitsch en la narrativa y el cine postmodernos. Madrid : Pliegos, 1996.
- Le Roman Neo-Baroque Cubain: Severo Sarduy, Guillermo Cabrera Infante/ Jean Franco, ed. Montpellier: CERS, 1997 .
- Lopez Lemus V. La imagen y el cuerpo: Lezama y Sarduy. La Habana: Unión, 1997.
- Between the Self and the Void: Essays in Honor of Severo Sarduy/ Alicia Rivero-Potter, ed. Boulder: Society of Spanish and Spanish-American Studies, 1998.
- La memoire face au pouvoir. Ecrivains cubains en exil: Guillermo Cabrera Infante, Severo Sarduy, Reinaldo Arenas/ Machover J., Fell Cl., eds. Lille: ANRT, 2001.
- Santos L. Kitsch tropical: los medios en la literatura y el arte de America Latina. Madrid; Frankfurt am Main: Iberoamericana; Vervuert, 2001.
- Stawicka-Pirecka B. Exilio del discurso, discurso desde el exilio: tres voces de la diaspora cubana Sarduy, Casey, Arenas. Poznan: Wydawnictwo Naukowe Uniwersytetu im. Adama Mickiewicza, 2003.
- Cortot J. Sarduy. Paris: Maeght, 2003 (о живописи Сардуя)
- Gotera J.R. Severo Sarduy: alcances de una novelistica y otros ensayos. Caracas: Monte Ávila Editores Latinoamericana, 2006.
- El oriente de Severo Sarduy/ Gustavo Guerrero, Xosé Luis García Canido, eds. Alcala de Henares: Instituto Cervantes, 2008
- Riobó C. Sub-versions of the archive: Manuel Puig’s and Severo Sarduy’s alternative identities. Lewisburg: Bucknell UP, 2011
- Pérez R. Severo Sarduy and the neo-baroque image of thought in the visual arts. West Lafayette: Purdue UP, 2012
- Preyer N. Severo Sarduys Zeichenkosmos. Theorie und Praxis einer Romanpoetik des «neobarroco cubano». Heidelberg: Universitätsverlag Winter, 2013